# Archibald Motley
Archibald John Motley, Jr. (* 7. Oktober 1891 in New Orleans; † 16. Januar 1981 in Chicago) war ein US-amerikanischer Maler. Motley war ein mutiger und äußerst origineller Modernist und einer der großen visuellen Chronisten des afroamerikanischen Lebens im 20. Jahrhundert. Er gilt als einer der Hauptakteure der Harlem Renaissance oder der New Negro Movement, einer Zeit, in der die afroamerikanische Kunst nicht nur in New York, sondern in ganz Amerika neue Höhen erreichte – ihr lokaler Ausdruck wird als Chicago Black Renaissance bezeichnet. Er studierte in den 1910er Jahren Malerei an der School of the Art Institute of Chicago und schloss sein Studium 1918 ab.
New Negro Movement markiert eine Periode der Erneuerung und des Aufblühens der Schwarzen Psyche. Die künstlerische und ästhetische Kultur der Schwarzen erfuhr eine neue Wertschätzung. Folglich fühlten sich viele Schwarze Künstler moralisch verpflichtet, Werke zu schaffen, die ein positives Bild der Schwarzen Bevölkerung vermitteln sollten. In dieser Zeit prägte Alain Locke den Begriff des „New Negro“, der sich darauf konzentrierte, fortschrittliche und aufbauende Bilder von Schwarzen in der Gesellschaft zu schaffen. Die Synthese von Schwarzer Repräsentation und visueller Kultur bildete die Grundlage für Motleys Arbeit als „Mittel zur Bekräftigung von Rassenrespekt und Rassenstolz“. Seine Verwendung von Farbe und seine bemerkenswerte Fixierung auf den Hautton demonstrierten seine künstlerische Darstellung von Schwarzsein als multidimensional. Motley selbst stammt aus einer Ehe eines Schwarzen mit einer Weißen und fühlte sich oft unsicher ob seiner Identität. So zeigte seine Kunst die Komplexität und Vielschichtigkeit der Schwarzen Kultur und Lebens.

## Erste Lebensstationen

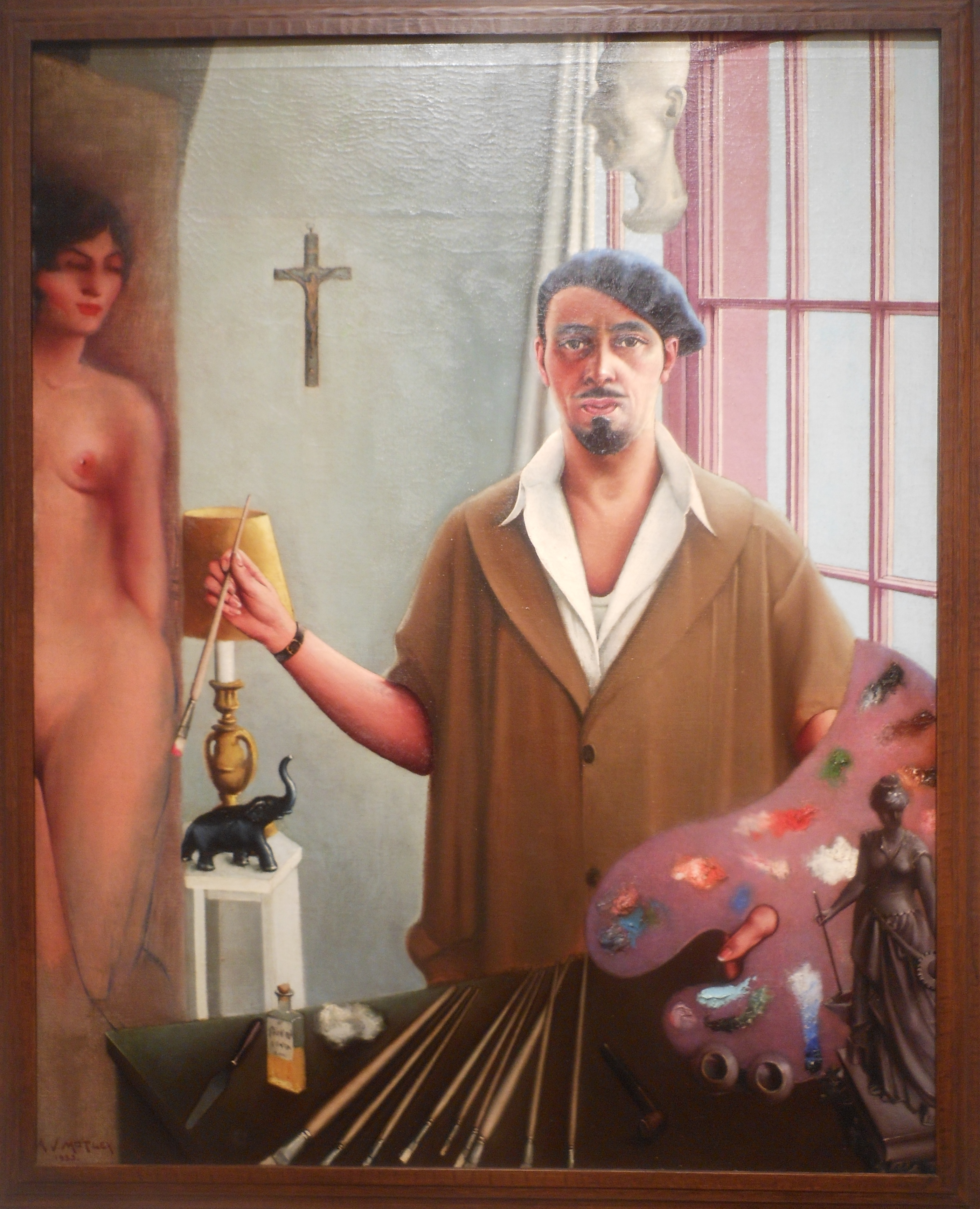
Archibald Motley Selbstporträt (1920)

Im Gegensatz zu vielen anderen Künstlern der Harlem Renaissance lebte Archibald Motley Jr. nie in Harlem. Er wurde in New Orleans, Louisiana, als Sohn von Mary Huff Motley und Archibald John Motley Senior geboren. Seine Mutter war Lehrerin, bis sie heiratete. Die Familie zog 1894 nach Chicago, wo sein Vater eine Stelle als Gepäckträger für Pullman-Wagen annahm. Als Motley ein Kind war, lebte seine Großmutter mütterlicherseits bei der Familie. Sie war eine Sklavin gewesen, nachdem sie aus Britisch-Ostafrika verschleppt worden war. Sie erzählte ihre Geschichten über die Sklaverei innerhalb der Familie und der junge Archibald hörte aufmerksam zu. In seiner mündlichen Überlieferung, die dem Smithsonian Archive of American Art vorliegt, beschreibt er die überraschend positiven Erinnerungen seiner Großmutter an ihr Leben als Sklavin.
Während des Ersten Weltkriegs begleitete er seinen Vater auf zahlreichen Eisenbahnreisen, die ihn quer durch das Land führten, unter anderem nach San Francisco, Los Angeles, Hoboken, Atlanta und Philadelphia. Diese Erfahrungen mit dem Leben außerhalb Chicagos führten dazu, dass Motley in vielerlei Hinsicht mit Rassenvorurteilen konfrontiert wurde. In seinem mündlichen Interview für das Smithsonian Archive of American Art erzählte Motley von einer Begegnung mit einem Straßenbahnschaffner in Atlanta, Georgia:
Ich sollte nicht nach vorne gehen. Ich las also die Zeitung und ging weiter, und nach einer Weile fand ich mich im vorderen Teil des Wagens wieder. Der Schaffner saß hinten und schrie: „Kommen Sie zurück, Sie Soundso“, und benutzte dabei sehr gemeine Ausdrücke, „kommen Sie zurück. Sie müssen einer von diesen Schlaumeiern aus Chicago oder New York oder sonst woher sein.“ Da wurde es mir klar und ich kam mir wie ein Narr vor. Ich war in meinem Leben nie weiß, aber ich glaube, ich bin weiß geworden. Ich stand einfach da, hielt die Zeitung hin und sah ihn an. Ich ging wieder hin. Dann wurde er so fies, dass er anfing, mich zu beschimpfen und mir alle möglichen Namen zu geben, wobei er eine sehr erniedrigende Sprache benutzte. Ich konnte es einfach nicht ertragen. Und er machte mich sehr, sehr wütend. Ich war früher ziemlich aufbrausend.
Motley verbrachte den größten Teil seines Lebens in Chicago. Er lebte in einem überwiegend weißen Viertel und besuchte mehrheitlich weiße Grund- und weiterführende Schulen. Er machte seinen Abschluss an der Englewood Technical Prep Academy in Chicago. Er besuchte die School of the Art Institute of Chicago, wo er eine klassische Kunst-Ausbildung erhielt, streng auf die menschliche Figur ausgerichtet und tief in der europäischen Tradition verankert. Motleys anspruchsvolles Verständnis der Kunstgeschichte wird besonders in seinen Porträts deutlich. Seine modernistisch-realistischen Werke passten nicht zu der damals konservativen Ausrichtung der Schule. Motley schloss sein Studium 1918 ab, es dauerte jedoch noch einige Jahre, ehe er seine modernen, vom Jazz beeinflussten Gemälde öffentlich machte.
Aufgrund seiner Ausbildung in der westlichen Porträttradition verstand Motley die Nuancen der Phrenologie und Physiognomie, die mit der Ästhetik einhergingen. Er nutzte diese visuellen Anhaltspunkte, um (Schwarze) Personen positiver darzustellen. In Motleys „Selbstporträt“ malte er sich selbst auf eine Weise, die mit vielen dieser physikalischen Pseudowissenschaften übereinstimmt. Die leicht schielenden Augen und die spitz zulaufenden Finger sind allesamt subtile Indikatoren für Einsicht, Intelligenz und Raffinesse.

### Auslandsstudium und Inspirationen
1927 bewarb er sich um ein Guggenheim-Stipendium und wurde abgelehnt, bewarb sich aber erneut und erhielt 1929 eine Zusage. Er studierte ein Jahr lang in Frankreich und entschied sich dann, sein Stipendium nicht um weitere sechs Monate zu verlängern. Während viele zeitgenössische Künstler ihre Inspiration in Afrika suchten, ließ sich Motley von den großen Meistern der Renaissance inspirieren, deren Werke im Louvre ausgestellt waren. Motleys Porträts nehmen die Konventionen der westlichen Tradition auf und aktualisieren sie – sie geben schwarzen Körpern, insbesondere schwarzen weiblichen Körpern, einen Platz in einer Geschichte, die sie traditionell ausgeschlossen hatte. Er war der Ansicht, dass vor allem Porträts eine gewisse Transparenz der Wahrheit des inneren Selbst offenbaren. So konzentrierte er sich auf die Komplexität des Individuums, um sich von den populären, karikaturistischen Stereotypen von Schwarzen wie dem „Darky“, „Pickaninny“, „Mammy“ usw. zu lösen. Motley verstand die Macht des Individuums und die Art und Weise, in der Porträts eine Art fühlbare Maschine verkörpern konnten, um diese Homogenität aufzubrechen. Er nutzte seinen westlich geprägten Bildungshintergrund, um sich bestimmte visuelle Ästhetiken zunutze zu machen, die selten mit Schwarzen in Verbindung gebracht wurden. Auf diese Weise setzte er sein Wissen als Instrument seines individuellen Ausdrucks ein, um Kunst zu schaffen, die für ein breiteres amerikanisches Publikum ästhetisch und gesellschaftlich bedeutsam war. Durch die Aneignung dieser Fähigkeiten war Motley in der Lage, die Barriere der Ästhetik der weißen Welt zu durchbrechen. Die Verwendung dieser erworbenen visuellen Sprache ermöglichte es ihm, seine Arbeit als Mittel zur Stärkung der Schwarzen und zum sozialen Fortschritt einzusetzen.

## Karriere
Im Jahr 1919 während der Rassenunruhen (englisch: Race Riots) in der South Side von Chicago (sog. Roter Sommer) war seine Familie sechs Tage lang ans Haus gefesselt. Inmitten dieser verschärften rassistischen Spannungen war sich Motley der klaren Grenzen und Konsequenzen, die mit seiner Hautfarbe einhergingen, sehr bewusst. Er verstand, dass er gewisse bildungsmäßige und sozio-ökonomische Fähigkeiten besaß und so machte er es sich zum Ziel, diese zum Nutzen der Black Community einzusetzen.
Motley hatte schon früh in seiner Karriere Erfolg: 1927 wurde sein Werk Mending Socks zum beliebtesten Gemälde im Newark Museum in New Jersey gewählt. 1928 wurde er mit dem Harmon Foundation Award für Octoroon Girl ausgezeichnet und war der erste Afroamerikaner, der eine Einzelausstellung in New York City hatte. Von den 26 ausgestellten Gemälden verkaufte er 22. Motley wurde später der erste Schwarze Künstler, der ein Porträt eines Schwarzen im Art Institute of Chicago ausstellte.
Die meisten seiner populären Porträts entstanden Mitte der 1920er Jahre. Ab den 1930er Jahren kam es zu einem deutlichen künstlerischen Wandel. Motley wandte sich von der westlichen künstlerischen Ästhetik ab und begann, urbane Schwarze Milieus in einem sehr unkonventionellen Stil zu porträtieren. Indem er sich von der konzeptuellen Struktur der westlich geprägten Porträtmalerei löste, begann er, ein authentisches Bild der Black Community zu zeichnen. Letztlich waren seine Porträts für seine Karriere von entscheidender Bedeutung, da sie die Wurzeln der von ihm angenommenen Bildungsideale und Privilegien aufzeigten, die ihm im Wesentlichen die Vorlage gaben, um als Künstler und ästhetischer Fürsprecher der Gesellschaft voranzukommen.
In den 1930er Jahren wurde Motley von der staatlichen Works Progress Administration angestellt, um Szenen aus der afroamerikanischen Geschichte in einer Reihe von Wandbildern darzustellen, von denen einige in der Nichols Middle School in Evanston, Illinois, zu sehen sind. Nach dem Tod seiner Frau im Jahr 1948 und schwierigen finanziellen Zeiten war Motley gezwungen, für die Styletone Corporation Duschvorhänge zu bemalen. In den 1950er Jahren reiste er mehrmals nach Mexiko und begann, mexikanisches Leben und Landschaften zu malen.

### Hautfarbe und Identität

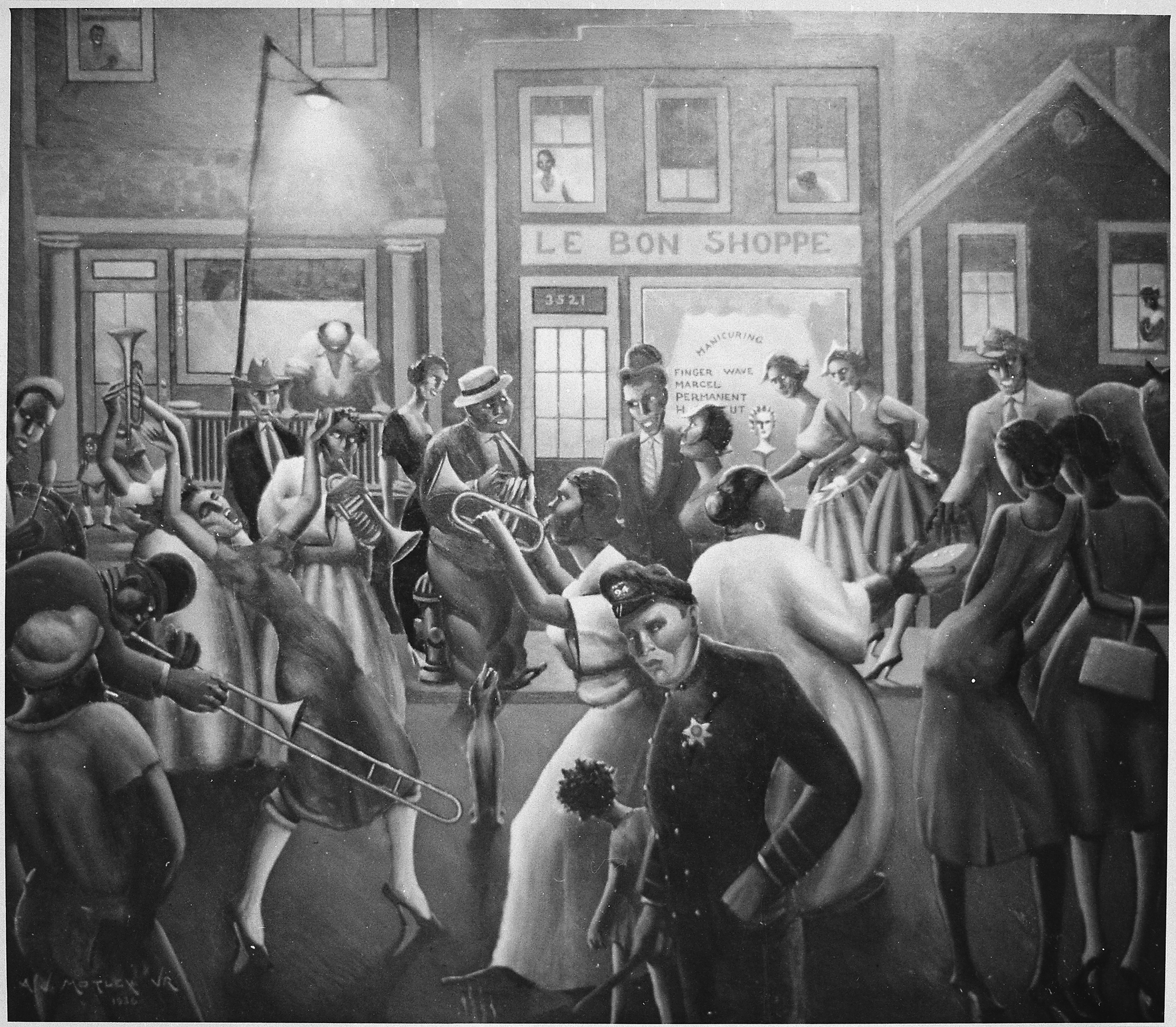
NARA Schwarz-Weiß-Foto des Gemäldes Getting Religion von Motley (Originalgemälde ist in Farbe)

Motleys Familie lebte in einem ruhigen Viertel im Süden Chicagos mit geringer rassistischer Diskriminierung. In seiner Jugend verbrachte Motley nicht viel Zeit in der Nähe anderer Schwarzer Menschen. Diese Trennung von der afroamerikanischen Gemeinschaft um ihn herum machte Motley zu einem Außenseiter. Er selbst war hellhäutig, seine Vorfahren waren Afrikaner, amerikanische Ureinwohner und Europäer. Er selbst konnte sich weder als Schwarzer noch als Weißer richtig zuordnen.
Motleys Arbeit macht es dem Betrachter schwer, eine Person als streng Schwarz oder weiß zu kategorisieren. Er zeigt die Nuancen und die Variabilität und erschwerte damit die Durchsetzung einer strengen Rassenideologie.
Motley nutzte die Porträtmalerei, um „seine eigenen Leute kennen zu lernen“. Er erkannte, dass in der amerikanischen Gesellschaft jeder Abstufung der Hautfarbe ein anderer Status zugeschrieben wurde. Motley stellte die Hautfarbe und die körperlichen Merkmale als Teil eines Spektrums dar. Er nutzte die Unterschiede in der Hautfarbe und den körperlichen Merkmalen, um jeder Schattierung des Afroamerikaners eine Bedeutung zu geben.

In den 1920er und 1930er Jahren, zur Zeit der New Negro Movement, widmete Motley eine Reihe von Porträts dem Typus des „Negroes“. Er konzentrierte sich vor allem auf Frauen mit gemischter Abstammung und fertigte zahlreiche Porträts an, die sie mit unterschiedlichem afrikanischem Blutanteil („octoroon“, „quadroon“, „mulatto“) dokumentieren. In den Titeln seiner Werke verwendete Motley diese kreolischen Klassifizierungen aus der Zeit des Antebellum („Mulatte“, „Octoroon“ usw.), um die sozialen Auswirkungen der „One-Drop-Regel“ und die Dynamik dessen, was es bedeutet, Schwarz zu sein, aufzuzeigen. Mit der Darstellung dieser verschiedenen „Negro-Typen“ wollte er dem Irrtum entgegentreten, alle Schwarzen als ein einheitliches Volk zu bezeichnen. Diese direkten visuellen Spiegelungen des Status repräsentierten die breitere soziale Konstruktion von Schwarzsein und deren Auswirkungen auf die Beziehungen zwischen Schwarzen. Indem Motley die Individualität von Afroamerikanern in der Porträtmalerei betonte, demonstrierte er im Wesentlichen, dass Schwarzsein „einer formalen Darstellung würdig“ ist. Diese Porträts feiern die Hautfarbe als etwas Vielfältiges, Einschließendes und Pluralistisches. Sie demonstrieren auch das Verständnis dafür, dass diese Kategorisierungen zum Synonym für die öffentliche Identität werden und die Lebenschancen eines Menschen beeinflussen. Oft ist es schwierig, wenn nicht gar unmöglich, die Art der Rassenmischung des Porträtierten zu erkennen, ohne den Titel zu lesen. Diese physischen Marker für Schwarzsein sind also instabil und unzuverlässig, und Motley hat diesen Unterschied herausgestellt.
Sie haben nicht alle die gleiche Farbe, sie sind nicht alle schwarz, sie sind nicht alle, wie man vor Jahren zu sagen pflegte, hochgelb, sie sind nicht alle braun. Ich versuche, jedem einzelnen von ihnen einen individuellen Charakter zu geben. Und das ist schwer, wenn man so viele Figuren hat, sie alle zusammenzubringen und ihnen trotzdem ihre Eigenheiten zu lassen. (Motley, 1978)
Indem er die Unterschiede in den Hauttönen malt, versucht Motley auch, die Unterschiede in der Persönlichkeit seiner Porträtierten hervorzuheben. Man könnte interpretieren, dass Motley durch diese Differenzierung den weißen Betrachter auffordert, nicht alle Afroamerikaner in eine Kategorie oder ein Stereotyp zu stecken, sondern jeden von ihnen als Individuum kennenzulernen, bevor er sich ein Urteil bildet.
Viele Weiße wollten Motley keine Aufträge für ihre Porträts erteilen, doch die meisten seiner Sammler waren weiß.

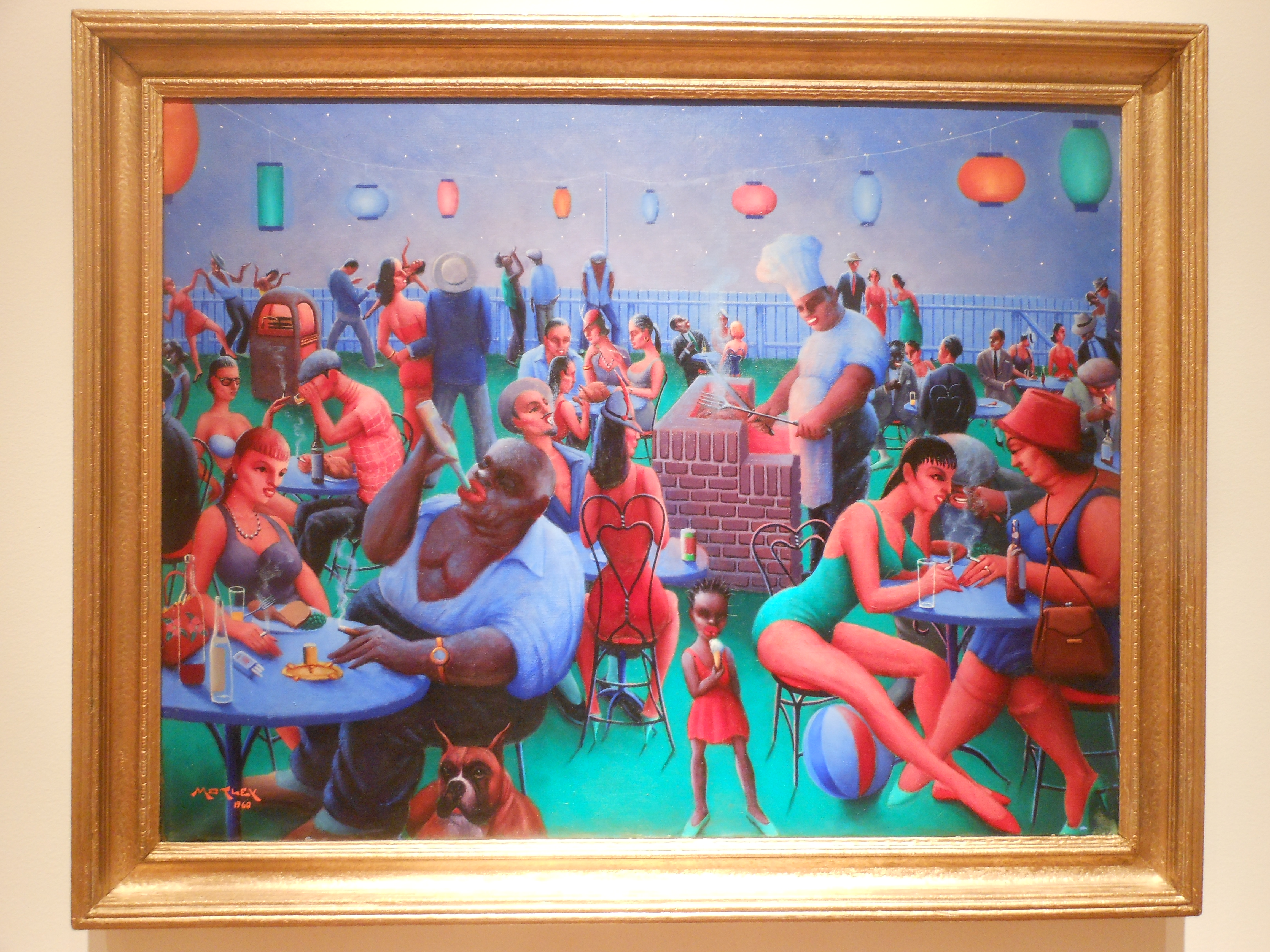
„Barbecue“, 1960, von Motley beispielgebend für die sehr hellen Farben.

### Werke und Beobachtung der Jazz-Kultur

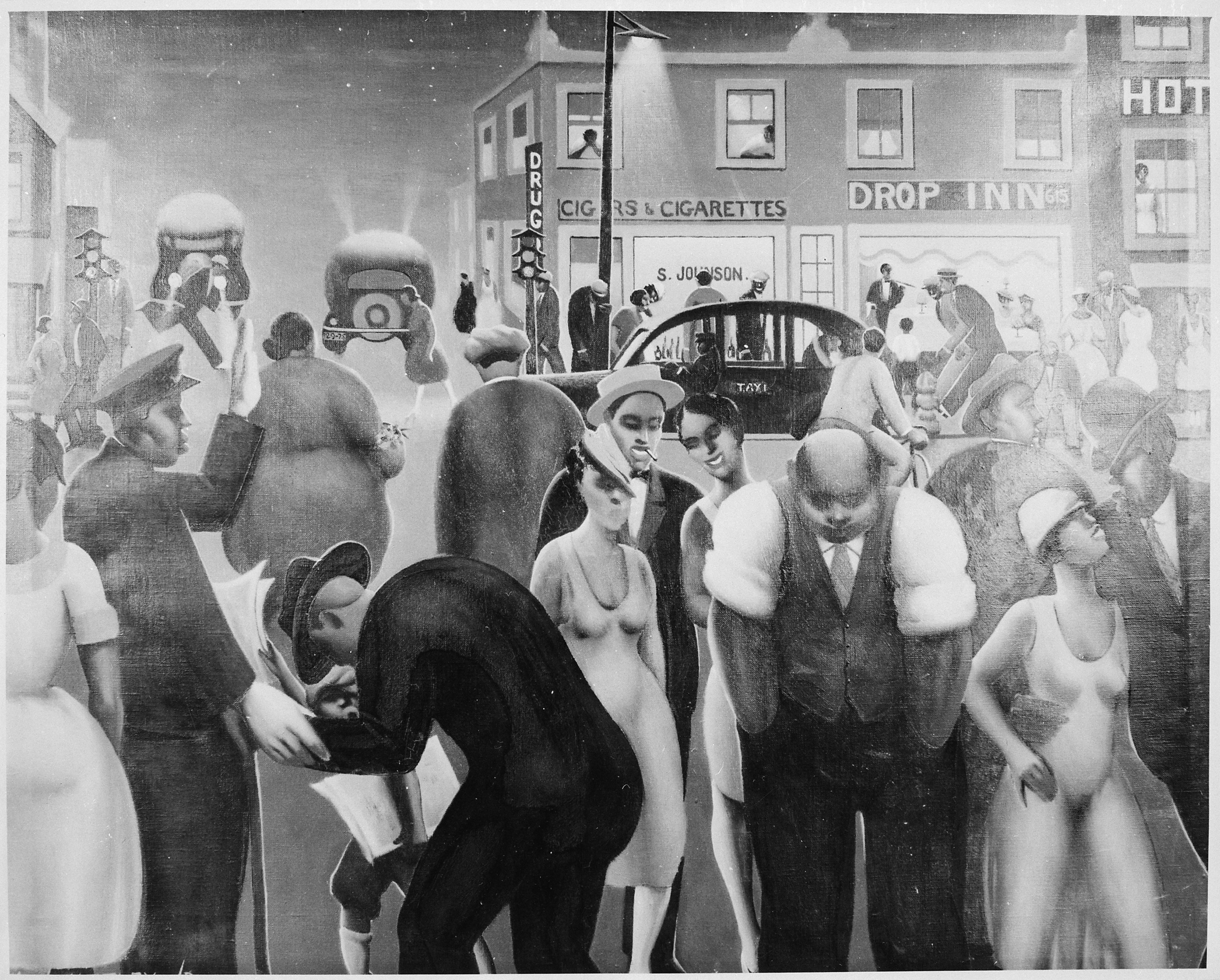
NARA Schwarz-weiß Fotografie von „Black Belt,“ von Motley (Originalgemälde ist in Farbe)

Seine Nacht- und Massenszenen, stark beeinflusst von der Jazz-Kultur, sind vielleicht seine beliebtesten und produktivsten. Er stellte eine lebendige, urbane Schwarze Kultur dar, die wenig Ähnlichkeit mit den konventionellen und ausgrenzenden, rustikalen Bildern Schwarzer Südstaatler hatte, die in der Populärkultur so bekannt sind. Es ist jedoch wichtig zu erwähnen, dass er nicht seine eigene Community repräsentierte – er gehörte zur wohlhabenden und elitären Schwarzen Gemeinschaft von Chicago. Er war mit einer weißen Frau verheiratet und lebte in einem weißen Viertel, war also nicht Teil dieser städtischen Erfahrung, wie es seine Protagonisten waren.

#### Bronzeville at Night
In seinen Gemälden über die Jazz-Kultur stellte Motley häufig das Chicagoer Stadtviertel Bronzeville dar, das einen sicheren Zufluchtsort für Schwarze bot, die aus dem Süden zugewandert waren. Eines seiner berühmtesten Werke, das die urbane Schwarze Gesellschaft zeigt, ist Bronzeville at Night (Bronzeville bei Nacht)von 1949, das die Afroamerikaner als aktive, urbane Menschen zeigt, die sich mit den Straßen der Stadt identifizieren. In dem Werk stellt Motley ein zentrales Bild der lebhaften Straßenszene zur Verfügung und porträtiert die Szene als distanzierter Beobachter, der die vielen individuellen Interaktionen einfängt, gleichzeitig aber auch das große Ganze im Auge behält. Wie vielen seiner anderen Arbeiten fehlt auch Motleys Querschnitt durch Bronzeville eine zentrale Erzählung.

#### Stomp
Stomp (der Titel bezieht sich auf einen beliebten afroamerikanischen Tanzschritt aus den 1920er Jahren) erinnert eher an eine Hausparty als an einen Nachtclub und verströmt ein intimes, häusliches Gefühl. Obwohl das Werk von 1927 so gemalt ist, als würde es sich in den Raum zurückziehen, betonten die gerafften Vorhänge an beiden Seiten der Komposition (ein regelmäßiges Mittel des Künstlers) und die zentrale Platzierung eines großen Kronleuchters jenseits des oberen Bildrandes die Zweidimensionalität der Szene und damit ihre Lesbarkeit im Stil von Insignien.
Auf dem Sofa in der Mitte von Stomp sitzt ein stämmiger, glatzköpfiger, Schwarzer Mann. Im Gegensatz zu allen anderen auf dem Bild ist dieser Mann allein, doch sein Grinsen und seine funkelnden Augen vermitteln mehr Freude als Traurigkeit. In Stomp und in einem Dutzend weiterer Gemälde, in denen er auftauchen wird, ist Motleys dicker Mann weniger ein Objekt der Lächerlichkeit als eine sympathische Figur: das sprichwörtliche Mauerblümchen. Er ist immer anwesend und gut gekleidet, aber mehr Zuschauer als aktiver Teilnehmer. Sein Körperumfang zeugt von seinem unerschöpflichen Appetit, nicht nur auf Essen, sondern auch darauf, die vielen Sehenswürdigkeiten des afroamerikanischen Chicagos zu genießen und die urbane Energie aufzusaugen.
Diese von Motley geschaffene Figur, die er im Laufe seiner gesamten Karriere in weiteren Gemälden wieder auftauchen lässt, sollte nicht als „rätselhaft“, sondern vielmehr als Motleys Alter Ego betrachtet werden: sein physisches Gegenstück und doch sein konzeptioneller Doppelgänger, der abwechselnd Zeuge und Akteur in den verschiedenen Unternehmen und Attraktionen des Schwarzen Chicago ist.

#### Octoroon Girl
Das Octoroon Girl zeigt eine Frau, die zu einem Achtel Schwarz ist. Auf dem Bild von 1925 sitzt eine zierliche junge Frau mit dunklem Haar, dunklen Augen und heller Haut auf einem Sofa und lehnt sich gegen eine warme rote Wand. Sie trägt ein schwarzes Samtkleid mit rotem Satinbesatz, einen dunkelbraunen Hut und eine kleine Goldkette mit einem Anhänger. In ihrer rechten Hand hält sie ein Paar Lederhandschuhe. Die Frau blickt den Betrachter mit einem sanften, aber ruhigen Blick direkt an. Motley balanciert das Bild mit einem Bilderrahmen und dem Rest der Couch auf der linken Seite des Bildes aus. Ihre Kleidung und ihr Hintergrund deuten darauf hin, dass sie einer höheren Klasse angehört. Die Art und Weise, wie ihre langgestreckten Hände ihre Handschuhe greifen, demonstriert ihren Sinn für Stil und Eleganz. Motleys Einsatz von Körperlichkeit und Objekthaftigkeit in diesem Porträt demonstriert die Konformität mit den ästhetischen Idealen der Weißen und zeigt, dass diese künstlerischen Aspekte sehr realistische historische Implikationen haben.
Motley war „einer der wenigen Künstler der 1920er Jahre, die Afroamerikaner durchweg positiv darstellten“. Das Octoroon Girl ist ein Beispiel für dieses Bemühen, afroamerikanische Frauen in ein gutes Licht zu rücken – oder vielleicht auch nur, um die Realitäten des afroamerikanischen Lebens der Mittelschicht bekannt zu machen. Motley erfüllte mit der Darstellung der Frau nicht nur seinen Wunsch, die erfolgreichen Schwarzen zu feiern, sondern schuf auch ein ästhetisches Vorbild, zu dem diejenigen, die einen elitären Status anstrebten, aufschauen konnten. Das Octoroon Girl sollte ein Symbol für sozialen, rassischen und wirtschaftlichen Fortschritt sein.

#### Nightlife
Motley entwickelte eine wiederverwendbare und wiedererkennbare Sprache in seinen Kunstwerken, zu der der Kontrast von hellen und dunklen Farben, schräge Perspektiven, starke Mustern und die Dominanz eines einzigen Farbtons gehören. Er schuf auch eine Reihe von Figuren, die in seinen Gemälden immer wieder auftauchen und sich durch ihre Körperhaltung, Gestik, Mimik und Gewohnheiten auszeichnen. Diese Figuren stehen oft sehr nahe beieinander, wenn sie sich nicht sogar berühren oder überlappen. Nightlife von 1943, das sich in der Sammlung des Art Institute of Chicago befindet, zeigt einen belebten Nachtclub mit tanzenden Menschen im Hintergrund, die rechts an Tischen sitzen und links an einer Bar trinken. Das gesamte Bild ist von einem burgunderroten Licht durchflutet, das vom Boden und den Wänden ausgeht und eine warme, stimmungsvolle Atmosphäre für die Clubbesucher schafft. Der Rhythmus der Musik ist in den fuchtelnden Armen der Tänzer zu spüren, die den beliebten Lindy Hop zu tanzen scheinen. Im Gegensatz dazu sitzt der Mann in der rechten unteren Ecke und starrt wie betrunken vor sich hin. Ein anderer Mann in der Mitte und eine Frau in der oberen rechten Ecke sitzen ebenfalls isoliert und ruhig inmitten des Trubels im Club.
In einem Interview mit der Smithsonian Institution erklärte Motley diese Ablehnung des Rassismus, den er mit Nightlife und anderen Gemälden zu beseitigen versucht:
Und deshalb sage ich, dass der Rassismus das Erste ist, was sie sich aus dem Kopf schlagen müssen, vergessen Sie diesen verdammten Rassismus, zum Teufel mit dem Rassismus. […] Das bedeutet nichts für einen Künstler. Wir sind alle menschliche Wesen. Und je eher man das vergisst, desto eher kann man zu sich selbst zurückkehren und die Dinge tun, die man tun will. (Motley 1978)
Er fährt fort, dass es insbesondere für einen Künstler keine Rolle spielen sollte, welche Hautfarbe jemand hat – alle sind gleich. Er schlägt vor, dass sich jeder auf sich selbst konzentrieren und das Leben genießen kann, sobald der Rassismus ausgerottet ist. In Nightlife scheinen die Clubbesucher den Rassismus vergessen zu haben und machen das Beste aus ihrem Leben, indem sie eine vergnügliche Nacht verbringen und zu Jazzmusik tanzen. Dadurch, dass die Clubbesucher den Rassismus aus ihren Gedanken verbannt haben, kann Motley sie mit warmen Farben und einladender Körpersprache so angenehm darstellen.

## Privatleben
Motley heiratete 1924 Edith Granzo, die er auf dem Art Institute of Chicago kennenlernte. Ihre Eltern, deutsche Einwanderer, waren gegen die Beziehung zwischen dem Afroamerikaner und ihrer weißen Tochter und verstießen sie wegen ihrer Heirat. Archibald und Edith hatten ein Kind, Archibald „Archie“ J. Motley III.
Archibald wuchs mit seinem Neffen, Willard Motley, wie mit einem Bruder auf, obwohl er in Wirklichkeit sein Onkel war. Archibalds Schwester Florence („Flossie“ genannt) zog nach Willards Geburt nach New York City und ließ ihn bei ihren Eltern zurück. Willard war Schriftsteller und wurde bekannt für seinen Roman Vor verschlossenen Türen (Knock on Any Door) von 1947.
Seine Schwiegertochter ist Valerie Gerrard Browne.

## Anerkennungen und Auszeichnungen
- Frank G. Logan-Preis für das Gemälde Eine Mulattin (A Mulattress) (1925).[24]
- Joseph N. Eisendrath-Preis des Art Institute of Chicago für sein Gemälde „Syncopation“ (1925).[24]
- Er erhielt ein Guggenheim-Stipendium, um seine Studien in Paris fortzusetzen (1929–30).[24]
- Preis der Harmon Foundation für herausragende Beiträge im Bereich der Kunst (1928).[24]
- Ehrendoktorwürde der School of the Art Institute (1980).[24]
- Auszeichnung mit neun anderen afroamerikanischen Künstlern durch Präsident Jimmy Carter im Weißen Haus (1908).[24]

## Retrospektive
- The Art of Archibald J. Motley, Jr., die erste Retrospektive des Künstlers, wurde am 23. Oktober 1991 in der Chicago Historical Society eröffnet und wanderte anschließend in das Studio Museum in Harlem in New York City (25. April bis 10. Juni 1992), das High Museum of Art / Georgia-Pacific Gallery, Atlanta, Georgia (29. Juni bis 25. September 1992) und die Corcoran Gallery of Art, Washington, DC (10. Oktober 1992 bis 3. Januar 1992).
- Archibald Motley: Jazz Age Modernist, die erste Retrospektive der Gemälde des US-amerikanischen Künstlers seit zwei Jahrzehnten wurde am 30. Januar 2014 im Nasher Museum of Art der Duke University eröffnet. Anschließend wanderte die Ausstellung in das Amon Carter Museum of American Art in Fort Worth, Texas (14. Juni bis 7. September 2014), das Los Angeles County Museum of Art (19. Oktober 2014 bis 1. Februar 2015), das Chicago Cultural Center (6. März bis 31. August 2015) und das Whitney Museum of American Art, New York (2. Oktober 2015 bis 17. Januar 2016).